# Stanislava Brezovar
Stanislava (Stanka) Brezovar, poročena Kleiber, slovenska balerina, * 7. november 1937, Zagorje ob Savi, Slovenija, † 18. december 2003.
Rodila se je v Zagorju ob Savi v rudarski družini (njeni starši so bili doma iz Konjšice; Ivan Brezovar, Brigita Kotar). Po srednji šoli je odšla v Nemčijo študirat germanistiko, a je ugotovila, da jo bolj zanima balet. Živela in plesala je v Düsseldorfu, kjer je spoznala svojega moža, avstrijskega dirigenta Carlosa Kleiberja.
Pokopana je v Konjšici pri Litiji.